# Tow Law
Tow Law is een civil parish in het bestuurlijke gebied Durham, in het Engelse graafschap Durham met 2138 inwoners.